# Via della Mattonaia
Via della Mattonaia si trova a Firenze, da piazza Ghiberti al viale Antonio Gramsci, comprendendo già nel suo tratto iniziale anche il primo ampio slargo che congiunge la strada vera e propria all'edificio de La Nazione, intitolato solo recentemente a Pietro Annigoni. Vi si intersecano il borgo la Croce, via Giovan Battista Niccolini e via Giordani.

## Storia
Le zone più periferiche del centro storico erano abitate dalle classi minute, che qui avevano non solo le case, ma anche gli opifici e le botteghe delle loro attività, specialmente quelle meno gradevoli. In via della Mattonaia, come ricorda il nome stesso, si concentravano le fornaci per la fabbricazione dei laterizi. La zona aveva una proprio potenza festeggiante, capeggiata da un altisonante "Gran Monarca", che si riuniva in piazza Sant'Ambrogio ed era detta della "Città Rossa" dal colore dei mattoni che predominava in questa zona.
La zona della Mattonaia, oltre che dalle fornaci, era anche caratterizzata da grandi orti e giardini, dei quali resta traccia in nomi come la via dell'Ortone, o nella memoria dei famosi giardini dei Ginori alla villa La Mattonaia. I giardini del monastero di Santa Teresa e quelli della famiglia Guardi (passati poi allo Spedale degli Innocenti e infine ai Ginori) formavano un vasto triangolo tra la via della Mattonaia, borgo la Croce e le mura. Qui, lungo le fortificazioni, sul lato interno correva un camminamento alberato detto il "pomerio". Fino a tutta la prima metà dell'Ottocento quindi questa strada rappresentò unicamente un collegamento tra borgo la Croce e lo stradone lungo le Mura in una zona segnata da orti e caratterizzata nel secondo tratto unicamente dalla presenza della villa la Mattonaia con il suo giardino, che ancora oggi rappresenta edificio civile più importante della via. Chiamata anche Casino Ginori, è celebre poiché qui il marchese Lorenzo Ginori tenne una rinomata raccolta botanica.
L'urbanizzazione della zona, per quanto ritenuta tra le realizzazioni più significative del piano di espansione cittadino redatto da Giuseppe Poggi in relazione alle nuove esigenze dettate da Firenze Capitale (1865-1871), è in realtà da considerarsi frutto di un progetto maturatosi negli anni precedenti, almeno fin dal 1860, con un cantiere già avviato nel novembre del 1864 che, ovviamente, ricevette particolare impulso negli anni in cui la città fu capitale d'Italia. Trattandosi in questo caso di un'area interna all'ultima cerchia di mura, non si trattò poi in senso stretto di un intervento di ampliamento della città, ma di un'operazione di urbanizzazione di una vasta zona già appartenente alla città storica, secondo il piano regolatore interno della città redatto non da Giuseppe Poggi ma dall'ingegnere del Comune Luigi Del Sarto. La destinazione del quartiere (detto appunto della Mattonaia) fu a carattere residenziale, con un'evidente attenzione alla ricca borghesia, nell'ambito della quale si distinse nell'acquistare i lotti edificabili la comunità ebraica, in ragione della parallela edificazione della Sinagoga nel vicino lotto posto tra via Luigi Carlo Farini e via Giosue Carducci con un cantiere avviato nel 1874 su progetto di Mariano Falcini, Vincenzo Micheli e Marco Treves (inaugurazione del Tempio nel 1882). Entro il 1870 si possono considerare concluse sia le opere di urbanizzazione sia l'erezione dei primi edifici del secondo e più importante tratto, mentre si erano avviate quelle destinate a definire il mercato e la piazza Lorenzo Ghiberti. Con delibera della giunta comunale del luglio 1873 anche il breve tratto tra la piazza e borgo la Croce fu intitolato alla Mattonaia.

## Descrizione
Il carattere della strada è residenziale, con un significativo alternarsi di zone a destinazione popolare in prossimità di piazza Lorenzo Ghiberti e di nuovo in corrispondenza dell'ultimo tratto segnato dal grande stabile della Società Anonima Edificatrice, e alto borghesi, ben rappresentate dalle palazzine Ottolenghi, Francolini e Marchesini. Fa eccezione la parte sud della strada, dove si trova l'ex-monastero di Santa Teresa, che venne trasformato in carcere. Dopo la conclusione dei lavori di ampliamento (2016) l'intero complesso è a disposizione del Dipartimento di Architettura dell'Università di Firenze.

### Edifici
| Immagine | N°             | Nome                               | Descrizione |
| -------- | -------------- | ---------------------------------- | --- |
|          | 6              | Complesso di Santa Teresa          | Il complesso si presenta come un insieme di caseggiati che prospettano sulla via con rade finestre intervallate da ampie muraglie, con un unico ingresso da via della Mattonaia. Era questo in origine un monastero femminile delle carmelitano scalze intitolato a santa Teresa d'Avila, fondato nel 1628 in un'area dove si estendevano orti e terre lavorate e costruito su progetto dell'architetto Giovanni Coccapani. Come ricorda una lapide posta in prossimità del portone, qui dimorò per cinque anni, dal 1765 al 1770, santa Teresa Margherita Redi che, come "un fiore del Carmelo imitante il candore del giglio", vi morì a soli 23 anni. Soppresso una prima volta nel 1808, fu adattato dopo varie vicissitudini a carcere preventivo provvisorio e infine divenne penitenziario per condannati a lunghi periodi di detenzione. A seguito della costruzione dei nuovi stabilimenti carcerari a Sollicciano si posero le premesse per il passaggio di questo e degli altri immobili adibiti a carceri presenti nella zona (Santa Verdiana e Murate) al Comune di Firenze, e del loro conseguente recupero nell'ambito di un più ampio progetto di riqualificazione del quartiere di Santa Croce ma, a differenza di quanto accaduto per le altre due strutture, in questo caso non si è ancora provveduto a restituire lo spazio al quartiere. Attualmente l'edificio ospita la sezione dei detenuti in semilibertà e, nella parte a nord, alcune aule della Facoltà di Architettura. |
|          | 7              | Palazzina Torsellini delle Ruote   | L'edificio è segnalato nello stradario di Bargellini e Guarnieri come "bel palazzo cinquecentesco con stemma nobilare". In realtà, per quanto il fronte principale denoti caratteri di un certo pregio con un disegno mutuato dalla tradizione architettonica fiorentina cinquecentesca, si tratta di un grande casamento interamente ridisegnato nell'Ottocento. |
|          | 17             | Palazzina Marchesini               | La palazzina è riconducibile all'attività dell'architetto Tito Bellini e risulta eretta tra il 1869 e il 1870 su commissione dell'orafo Niccola Marchesini come residenza sua e dei suoi due figli, Eugenio ed Edoardo. L'alzato, assieme alla planimetria del piano terra e ad alcuni dettagli costruttivi delle finestre, è pubblicato su un fascicolo del periodico "Ricordi di Architettura" del 1878: presenta un ampio fronte scandito per cinque assi e sviluppato su due piani, con i consueti rimandi alla tradizione rinascimentale cinquecentesca. Due piccole corti interne, come risulta dalla pianta, assicurano luce diretta a tutti gli ambienti che, sul retro, godono dell'ulteriore luminosità del giardino di pertinenza. L'ampio portone, come consueto per questi anni e in ossequio ai dettami del Poggi, è protetto dal balcone. Notevole il cancello di pertinenza al n. 15, che tuttavia sembra un poco più tardo e non appare nell'alzato prima ricordato. |
|          | 18             | Palazzina Francolini               | L'edificio, sebbene con volumi di più ampia dimensione, propone la tipica tipologia del villino tardo ottocentesco, con due piani e un mezzanino organizzati su tre assi, segnati al centro dal portone sormontato dal terrazzino. Sulla destra è una memoria, dettata da Isidoro Del Lungo e qui posta dal Collegio degli Architetti e degli Ingegneri, che ricorda come l'edificio fosse stato abitato dall'architetto Felice Francolini, al quale spetta anche la paternità del progetto all'architetto. |
|          | 21             | Palazzina Ottolenghi di Vallepiana | La palazzina fu edificata su commissione del ricco possidente Cesare Boboli tra il 1870 e il 1871, su progetto del giovane architetto David Ferruzzi. Acquistata dalla famiglia ebrea degli Ottolenghi di Vallepiana alla fine degli anni settanta dello stesso secolo, venne da questa abbandonata a seguito della promulgazione delle leggi razziali del 1939. Requisita durante il secondo conflitto mondiale dall'esercito tedesco che la destinò ad alloggio per alti ufficiali e per funzioni di rappresentanza, fu occupata nell'immediato dopoguerra da sfollati fino a che, tra il 1958 e il 1959 presero avvio importanti lavori di ristrutturazione su progetto dell'architetto Enrico Miniati. Oltre alla suddivisione interna in più appartamenti, l'edificio venne in questa occasione rialzato del mezzanino. Agli inizi degli anni settanta del Novecento fu ricavato all'interno del volume del tetto il piano attico. |
|          | 26-28-30-32    | Casamento                          | Il grande edificio documenta dell'attività della Società Anonima Edificatrice, la più importante impresa locale costruttrice di case per civile abitazione in Firenze, costituitasi nel 1848 per iniziativa, tra gli altri, dell'architetto Enrico Guidotti, del signor Giovanni Sandrini e del marchese Carlo Torrigiani. La Società accomunava il carattere della speculazione privata a quello del paternalismo illuminato, con l'obiettivo sia di offrire lavoro agli operai edili disoccupati, sia di fornire abitazioni per i ceti meno abbienti (comunque artigiani, impiegati e simili). Per il casamento in oggetto il progetto è riconducibile, come per la maggior parte dei fabbricati promossi in questo arco di tempo, all'architetto Enrico Guidotti, e risulta costruito tra il 1865 e il 1866 per complessivi 524 vani, dati a pigione con un canone annuo di 70 lire a stanza. I quartieri proposti variavano dalle due alle cinque stanze con uno o più affacci sulla via in ragione del diverso taglio, con caratteri in tutto simili a quanto sperimentato nelle precedenti realizzazioni. Nonostante la semplificazione del modulo base (ad esempio tramite l'abbinamento sistematico dei vani bagno tra di loro e con le cucine) i fronti esterni appaiono curati, seppure nei limiti economici complessivi di questo tipo di edilizia, con una certa attenzione per le cornici delle finestre e delle porte e, più in generale, per le finiture superficiali e i rivestimenti. Al tempo stesso, nel valutare questo tipo di edifici, si dovrà tenere presente quanto acutamente annotato da Gian Luigi Maffei: "Nei progetti del periodo in esame l'appartenenza di questi edifici alla categoria di base, le case, non riesce a giustificare quei prospetti in cui la voluta organicità condiziona lo spostamento delle finestre in posizione non consona al vano o addirittura ne fa nascere di finte per simmetria di composizione. Secondo il canone borghese, che ha ispirato la progettazione della maggior parte degli edifici analizzati, è più importante apparire che essere" (Maffei 1990, p. 293). |
|          | 43             | Casamento                          | L'edificio presenta un fronte di sette assi su tre piani, dal disegno corretto ma riconducibile all'edilizia corrente attorno agli anni settanta dell'Ottocento. Fu ricordato da Andrea Cecconi per essere stata abitato negli anni dell'infanzia e della giovinezza dalla poetessa, traduttrice e saggista Margherita Guidacci. |
|          | 34-36-38-40-44 | Villa La Mattonaia                 | L'edificio documenta quanto resta del casino di delizia dei Ginori, a occupare gli ampi appezzamenti di terra già di proprietà, assieme a una casa da signore, della famiglia Guardi, passati per estinzione della stessa ai primi del Settecento all'ospedale degli Innocenti. Si deve in particolare al senatore Lorenzo Ginori (che aveva ottenuto a livello la proprietà nel 1761 e l'aveva poi acquistata nel 1781) la trasformazione di questa antica casa in una grande villa eretta su progetto degli architetti Gasparo Maria Paoletti e Giulio Mannaioni, al tempo famosa proprio per le piante di pregio e da frutto coltivate nei giardini alle sue spalle. Con la morte di Lorenzo Ginori nel 1791 la proprietà fu affittata, per lo più a stranieri, per passare poi per via ereditaria ai Torrigiani. Ai tempi di Firenze Capitale (1865-1871) è documentata come trasformata parzialmente in bagno pubblico, e comunque ridotta progressivamente e vistosamente dallo sviluppo del quartiere della Mattonaia. Nel 1880 è ricordata come utilizzata dall'americano Livingstone che qui teneva le scuderie dei suoi famosi cavalli. Ai primi del Novecento lo Stabilimento di orticoltura gestito dal vivaista Raffaello Mercatelli ha contribuito per vari decenni a rinnovare l'importanza del luogo per la botanica fiorentina, con splendide collezioni di camelie e di azalee. |
|          | 48             | Villino Vidya                      | Il villino è posto sull'angolo tra la via e il viale Antonio Gramsci, caratterizzato da uno smusso con balcone che guarda in direzione di piazza Donatello, secondo una soluzione osservabile in altri immobili coevi posti lungo lo stesso asse in corrispondenza degli incroci viari. Pur essendo l'insieme ancora rappresentativo della dimensione dell'abitare propria della seconda metà dell'Ottocento, attualmente il villino non si distingue più di tanto da altre realizzazioni fiorentine del periodo. Non così era all'origine quando la casa fu abitata dallo scrittore, letterato e indianista Angelo de Gubernatis, per il quale l'edificio era stato progettato dall'architetto Michelangelo Maiorfi (chiusura del cantiere nel 1882) e decorato sui prospetti da Dario Maffei, in un particolarissimo connubio tra temi propri della cultura occidentale e della cultura orientale. Apparivano infatti sui fronti le effigi di Dante e Manzoni a fianco di quelle del Buddha e del dio Ganesha, come pure iscrizioni in lingua pāli, vedica e sanscrita, andate distrutte nel tempo ma a suo tempo trascritte nel repertorio di Francesco Bigazzi. |
|          | 55r-57r-59r    | Casamento                          | L'edificio, in angolo con via Pietro Giordani 2, risulta disegnato dall'architetto Giovanni Paciarelli, progettista in quegli anni dei grandi magazzini Pola e Todescan in piazza della Repubblica, nel 1911. A riscattarlo dall'anonimato (e a riconoscerlo come databile e attribuibile) è il balcone al primo piano che si sviluppa su ambedue i fronti in prossimità della cantonata, retto da mensole di travertino e con una bella e elaborata inferriata. |

### Lapidi
Sulla parete esterna del monastero di Santa Teresa una lapide ricorda Teresa Margherita Redi, santa che visse in questi luoghi, omonima di santa Teresa d'Avila a cui erano dedicati:
| IN QUESTO ANTICO MONASTERO FIORÌ COME UN GIGLIO DAL 1765 AL 1770 LA SANTA CARMELITANA TERESA MARGHERITA REDI NEL SECONDO CENTENARIO DELLA MORTE IN SEGNO DI GRAZIA E DI SPERANZA PER QVELLI CHE SOFFRONO FV POSTO QVESTO RICORDO. |

Al 18, sulla palazzina Francolini invece una targa in marmo bianco, con cornice modanata, ricorda l'architetto Felice Francolini, non lontano dalla Facoltà di Architettura:
| FELICE FRANCOLINI ARCHITETTO NELL'ARTE PROPRIA DELLE AFFINE DISCIPLINE MAESTRO INSIGNE IN QUESTA CASA MORIVA VENERANDO D'ANNI E DI MERITI IL IV GENNAIO MDCCCXCVI E QUI IL COLLEGIO DEGLI ARCHITETTI E INGEGNERI CHE LO EBBE PRIMO PRESIDENTE INSCRIVE IL NOME DI LUI ANNUENTE IL COMUNE |

Vicino all'angolo con Borgo la Croce si trovano poi due targhe con decreti dei Signori Otto di Guardia e Balia, una sopra all'altra. Una proibisce i giochi nei dintorni del monastero di Santa Teresa, l'altra l'accumulo di calcinacci, in una strada dove non doveva essere infrequente la presenza di scarti di lavorazione delle mattonaie.
| I MAG.CI SIG.R OTTO PROIBIS CONO IL GIVOCO DELLA RVLLA FORMA MAGLIO PIASTRELLE PALLOTTOLE E OGNI ALLTRA SORTE DI GIVOCO DAL CANTO DELLA MATTONAIA FINO ALLE MVRA DELLA CITTA CONPREN DENDOCI LA VIA DEL BIGOLLO SOTTO PENA DI SCVDI CINQVE O DVA TRATTI DI CORDA                                                                              |
| I · M · M · S.RI OFLI DE FIVMI DELLA CITTA DI FIRZE PROIBNO A CIASCNO LO SC RICARE PORTAR TERRA CALCINACCI CE NERACIA O FAR QVAL SI VOGA IMONDIZIA IN QTA STRADA DELLA MATTONIANA CHE VA ALLE MVRA SOTTO LE PENE CHE LI ORDINI SI DISPONE E DI PIV SCVDI V-- ALLA FAMIGA DEL BARGELLO CHE LI TROVRA COME P IL PARTO DI D · SRI DE 3 AGTO 1611 |

La prima targa, con cornice decorata a falde di acrtoccio, i "magnifici Signori Otto" elencano praticamente tutti i giochi allora popolari, dalla ruzzola (lancio di un disco di legno), al maglio (una sorta di cricket), dalle piastrelle (un tipo di bocce basato sul lancio di precisione giocato però con mattonelle) alle pallottole (una via di mezzo tra le bocce e il bowling), e li vietano lungo tutta la strada compresa anche una via laterale, sotto pena di una multa (5 scudi) o della tortura dei tratti di corda.
Il significato dell'seconda invece è: «I molto magnifici Signori Officiali de' fiumi della città di Firenze poibiscono a ciascuno lo scaricare, portar terra, calinacci, ceneraccia o far qualsivoglia immondizia in questa strada della Mattonaia che va alle mura, sotto le pene che gli ordini si dispone [dispongono] e di più scudi 5 (o 6 o 7, caratteri illeggibili) alla famiglia del Bargello che li troverà (cioè ai sorveglianti che rileveranno l'infrazione) come per il partito di detti Signori (cioè una multa equivalente anche per gli ufficiali), de 3 agosto 1611».